# دانبرووا-نووا ویش
دانبرووا-نووا ویش (به لهستانی:  Dąbrowa-Nowa Wieś) یک روستا در لهستان است که در گمینا چژو واقع شده‌است.